# Абшеронская школа ковроткачества

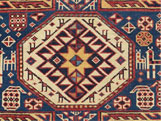
Бакинский ковёр из Абшеронской школы ковроткачества

Абшеронская школа ковроткачества является одной из азербайджанских школ ковроткачества. Школа охватывает абшеронские села: Горадиль, Новханы, Сураханы, Хилибута, Нардаран, Бюльбюля, Фатмаи, Мардакан, Кала, Хила, а также регион Хызы. Известны также такие центры ковроткачества как Гади, Хил, Кеш, Фындыган и др.

## Ковры Абшеронской школы

### Характеристика
Ковры характеризуются мягкостью и интенсивностью цветов, оригинальными геометрическими узорами. К декорациям этих ковров часто приурочены геометрические узоры, а также изображения растений. 
Большинство ковров носят названия мест и сёл, где они были сотканы. Примерами таких ковров служат такие известные композиции как Хилабута, Хила-Афшан, Новханы, Сураханы, Кала, Бакы, Горадиль, Фатмаи, Фындыган, Гади и др. Одним из наилучших произведений бакинской школы ковроткачества является ковёр «Зили», сотканный в манере, схожей с ковром «Шадда».
Покрой абшеронских ковров довольно рыхлый, плетение средней тонкости, основа шерстяная и хлопковая, шерсть хорошая и мягкая на ощупь, челнок завязан двойной нитью, узел симметричный. Для абшеронских ковров характерны бледные, почти прозрачные цвета, гармоничные сочетания синего, голубого, бежевого, цвета слоновой кости, жёлтого, шоколадного и чистых тонов красного

## Галерея

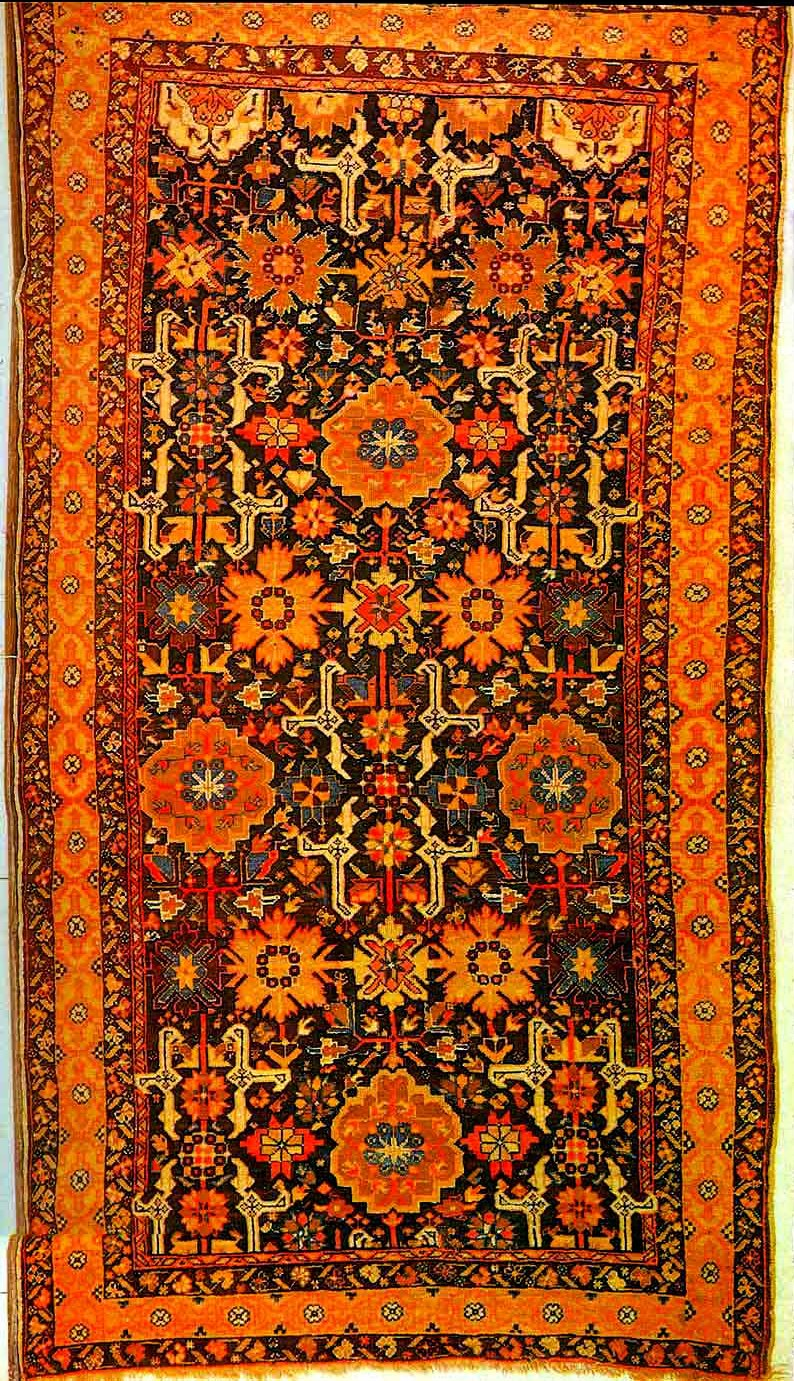
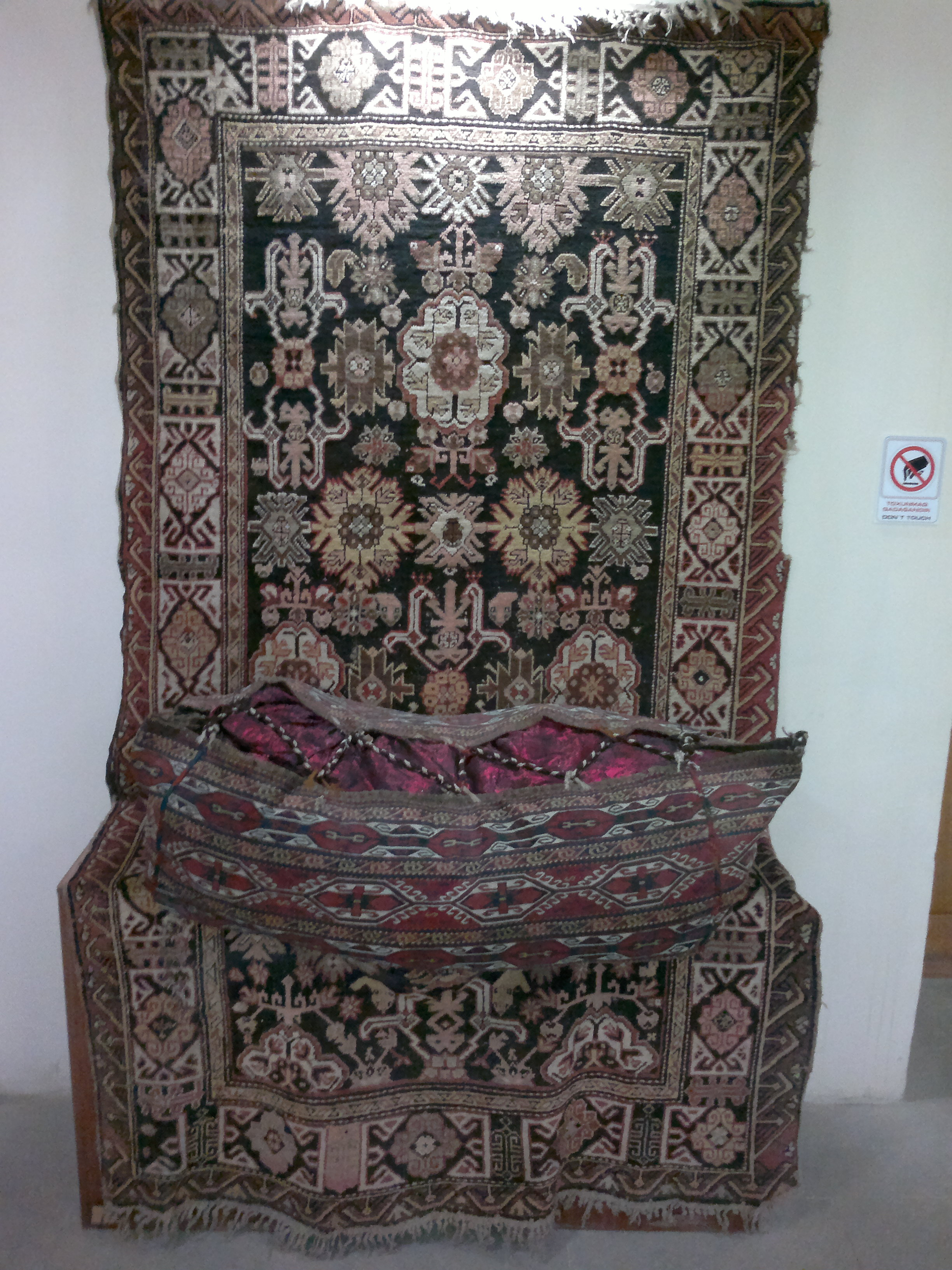
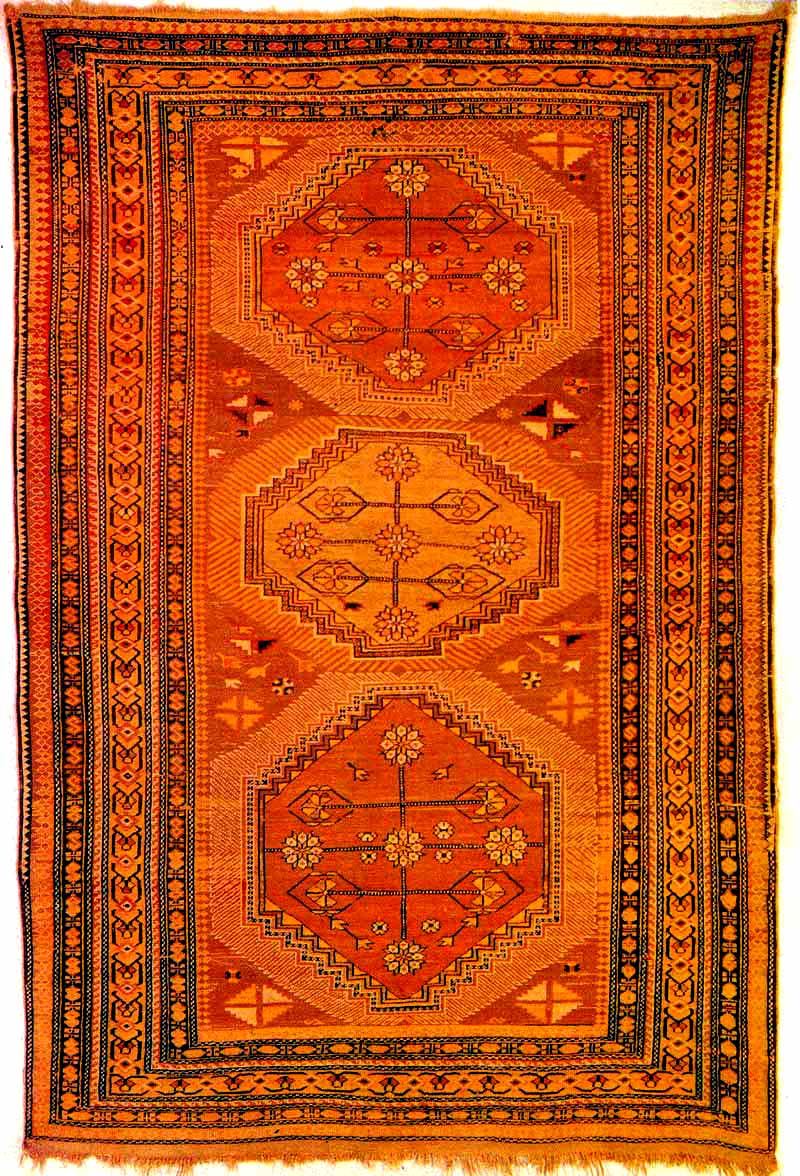
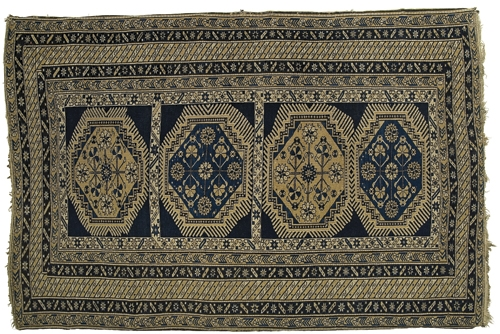
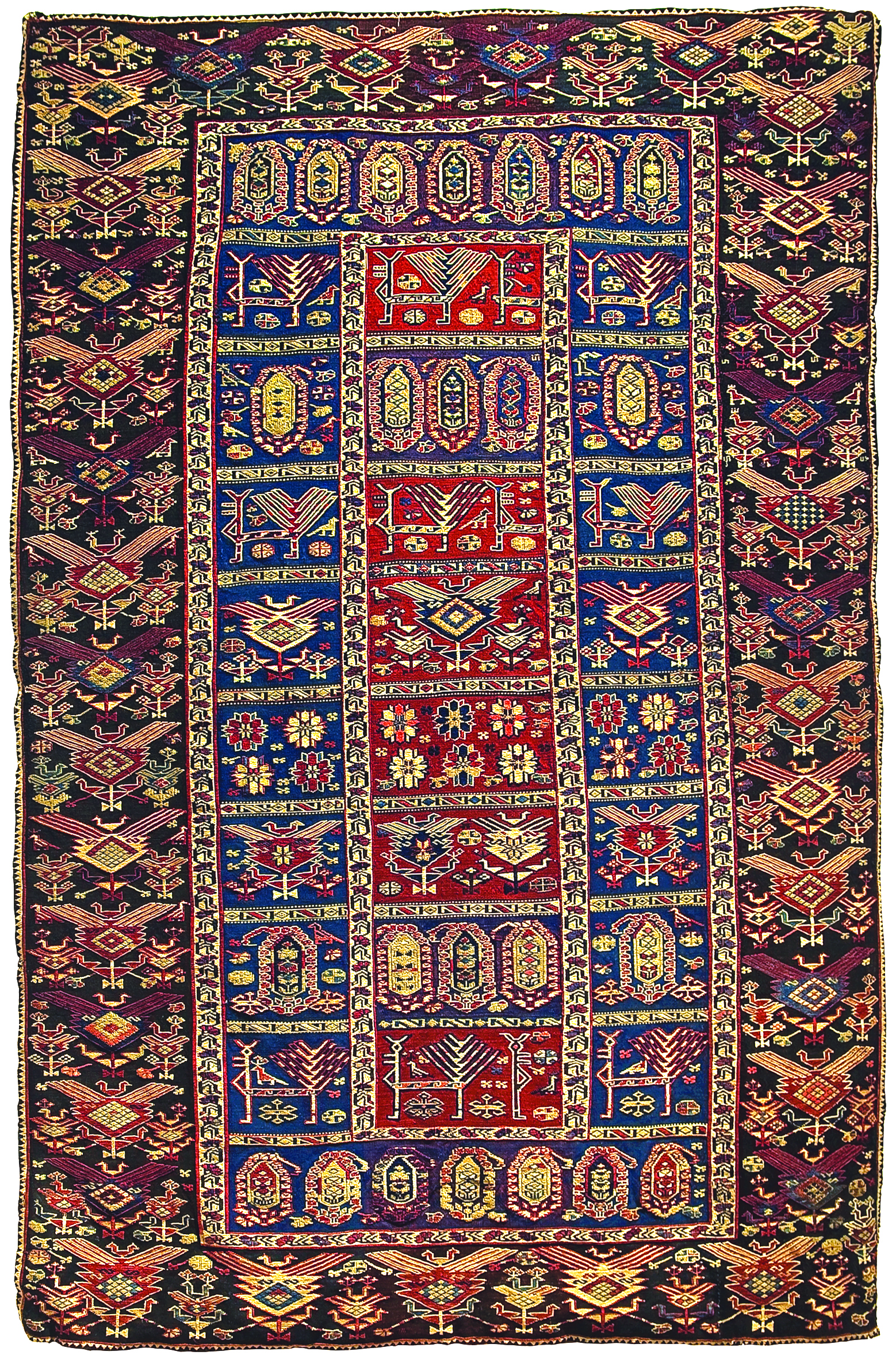
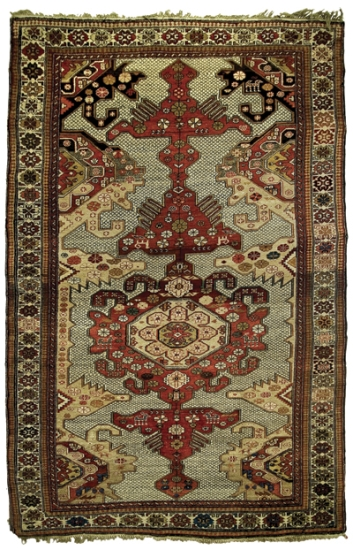
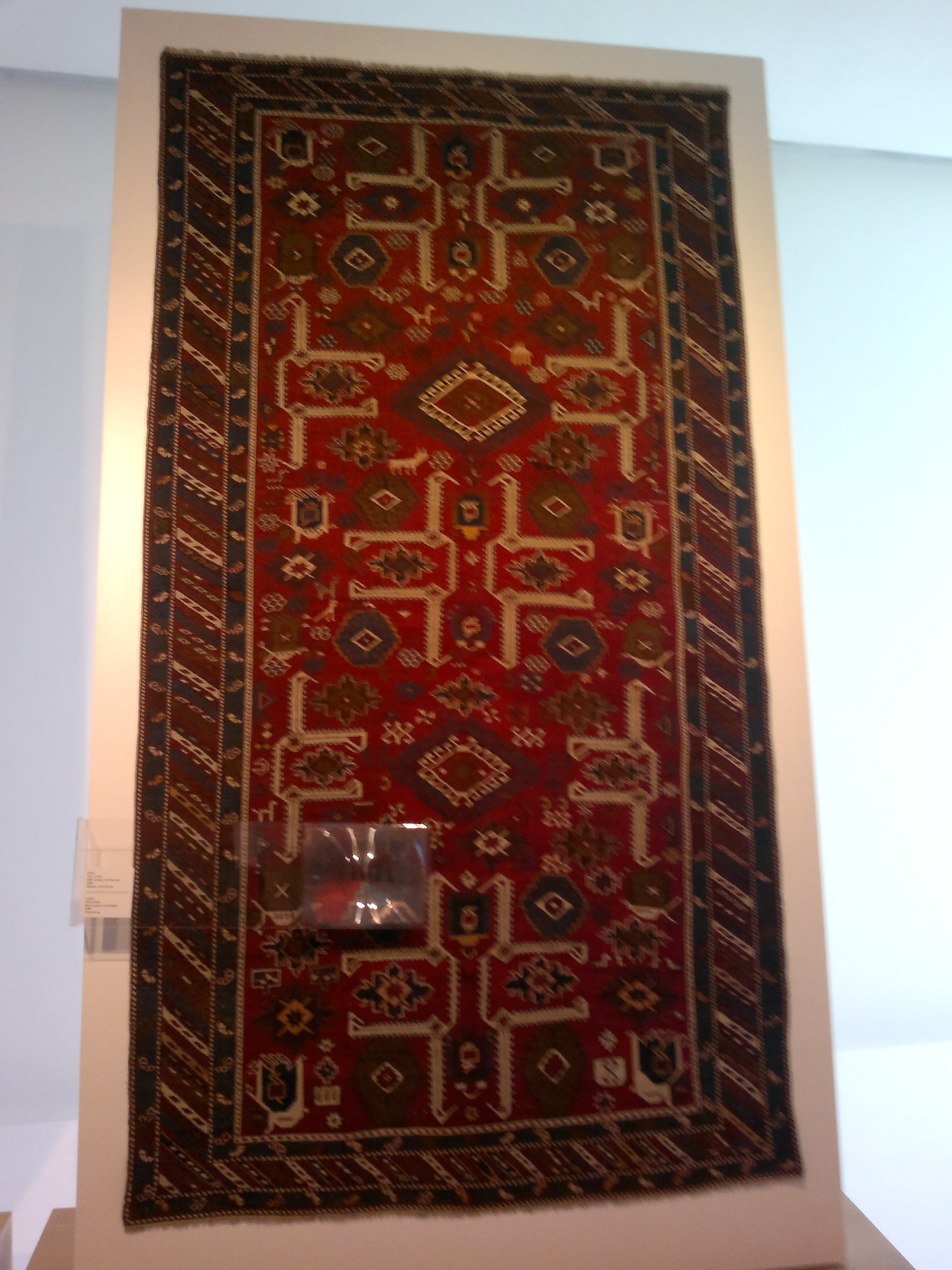
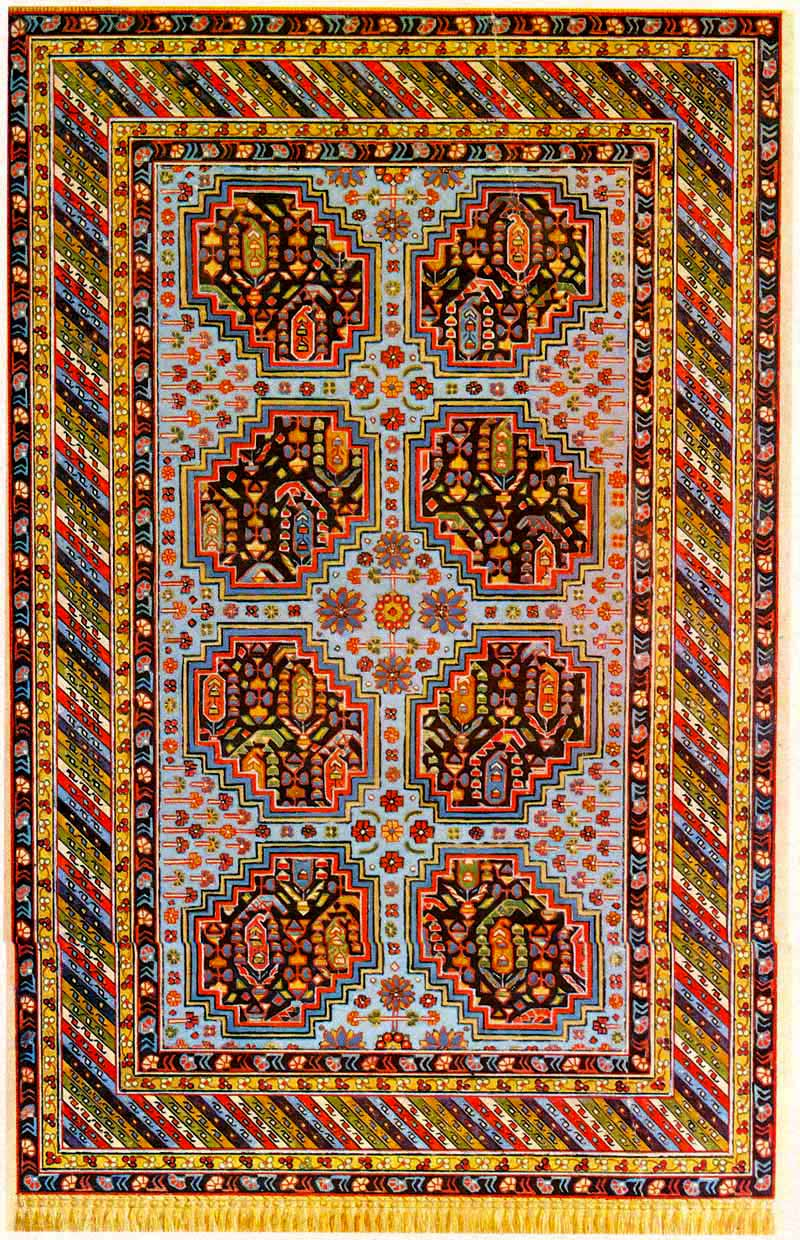
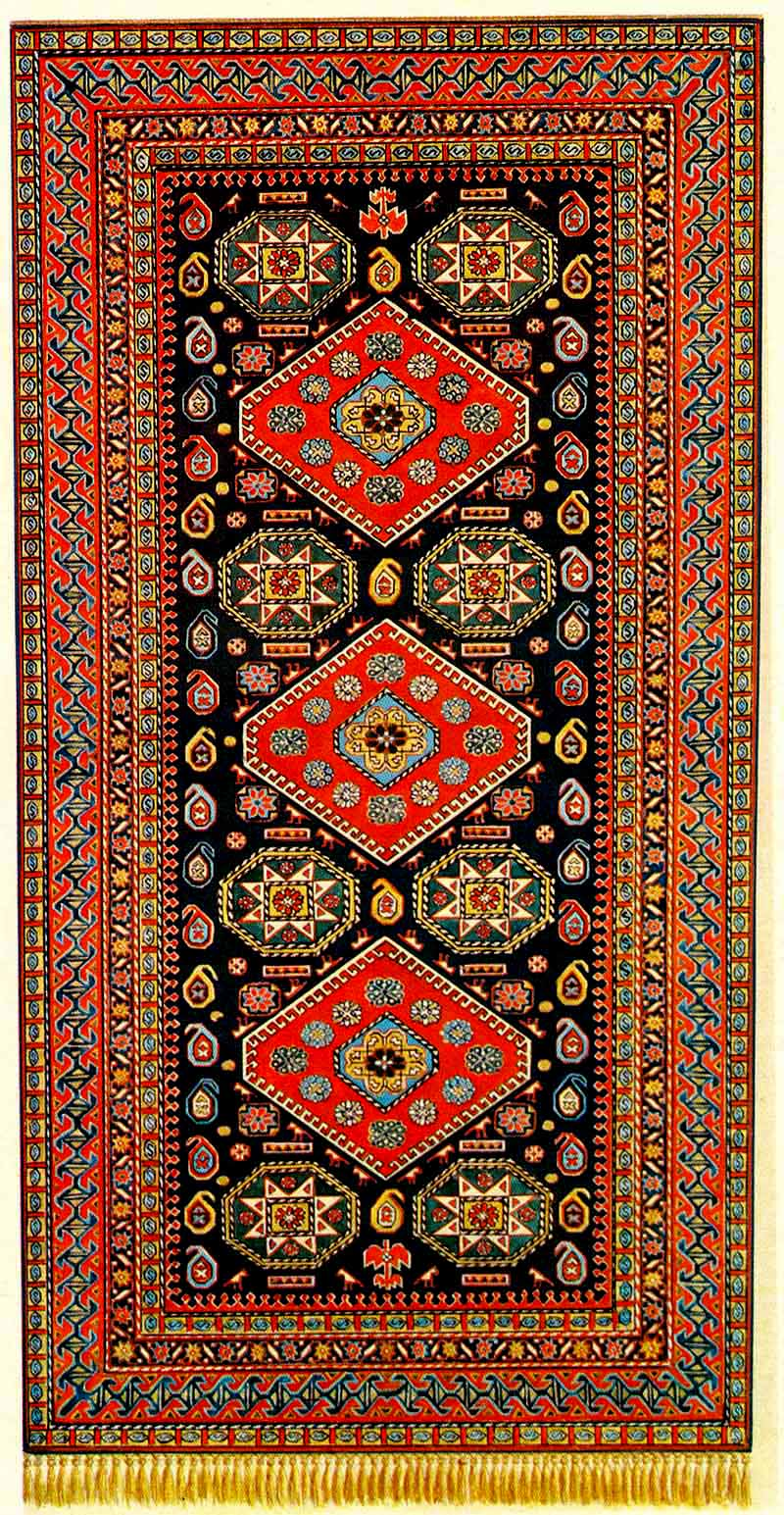
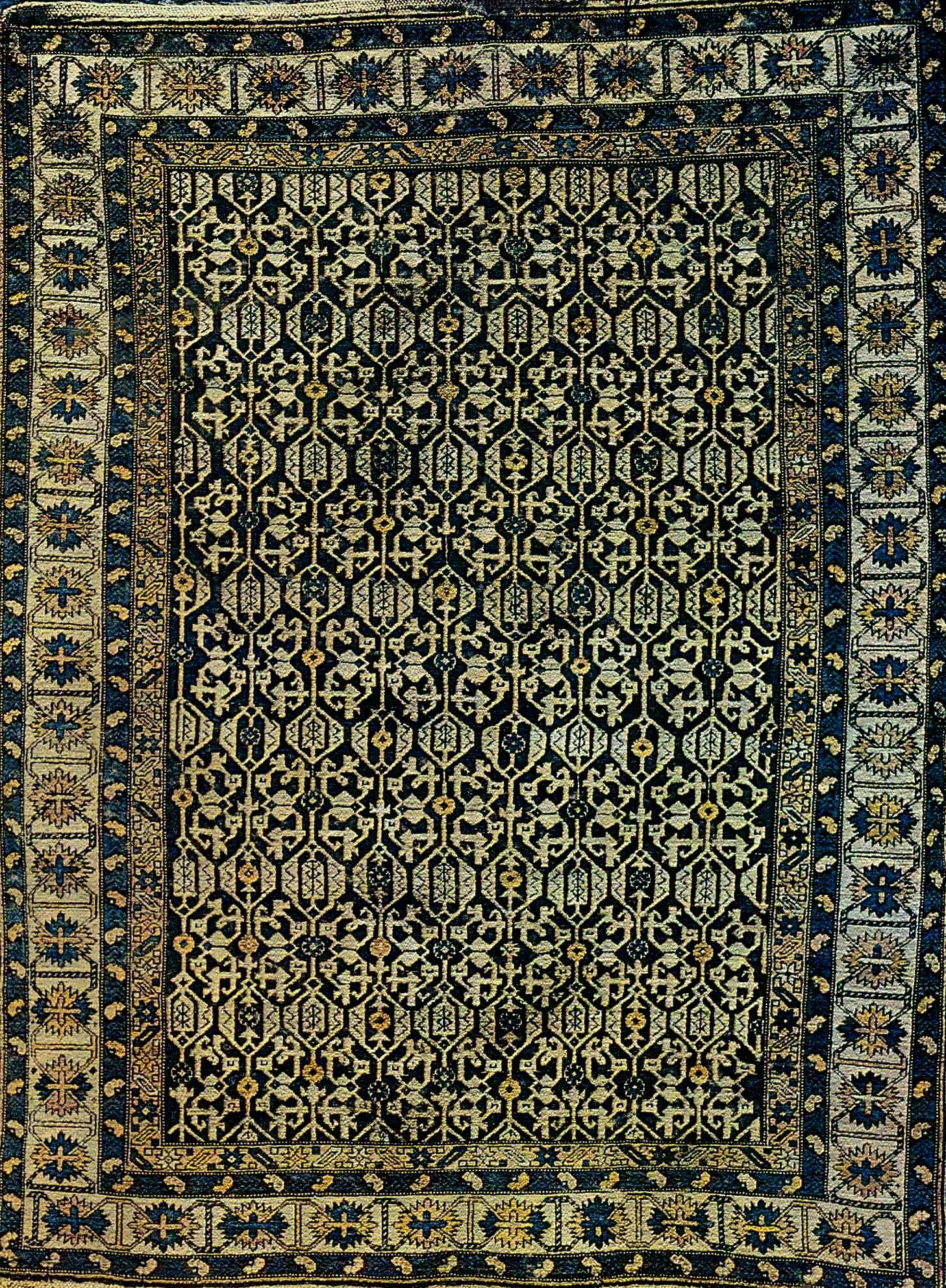
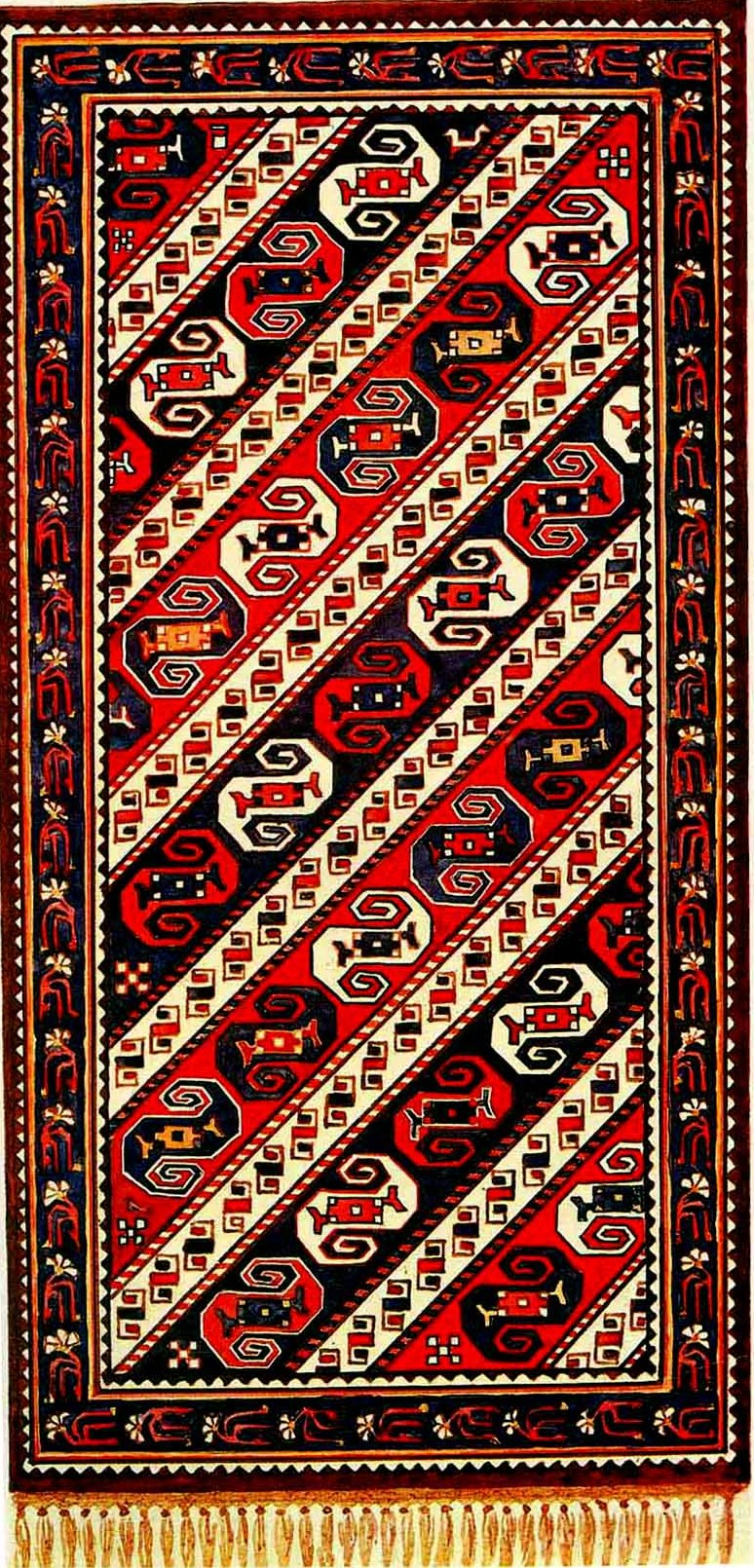
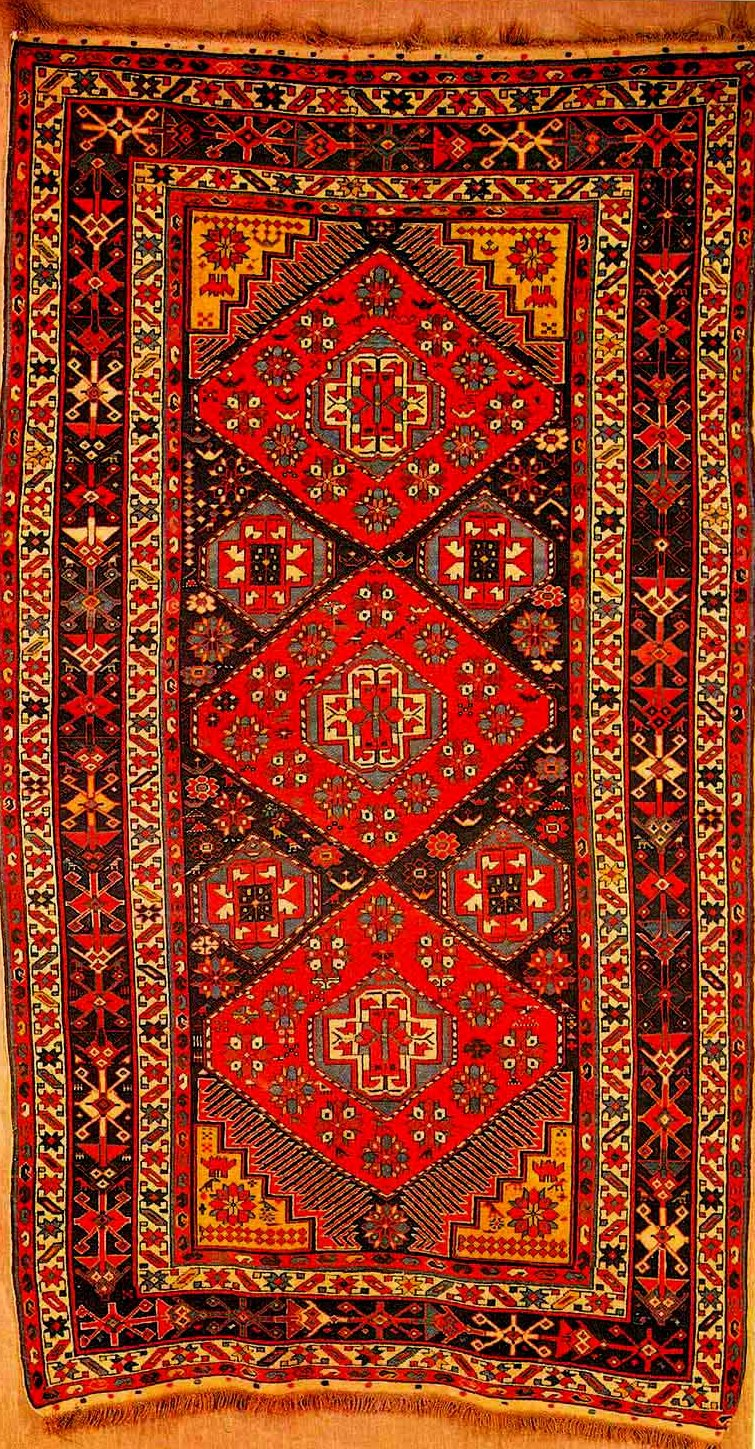
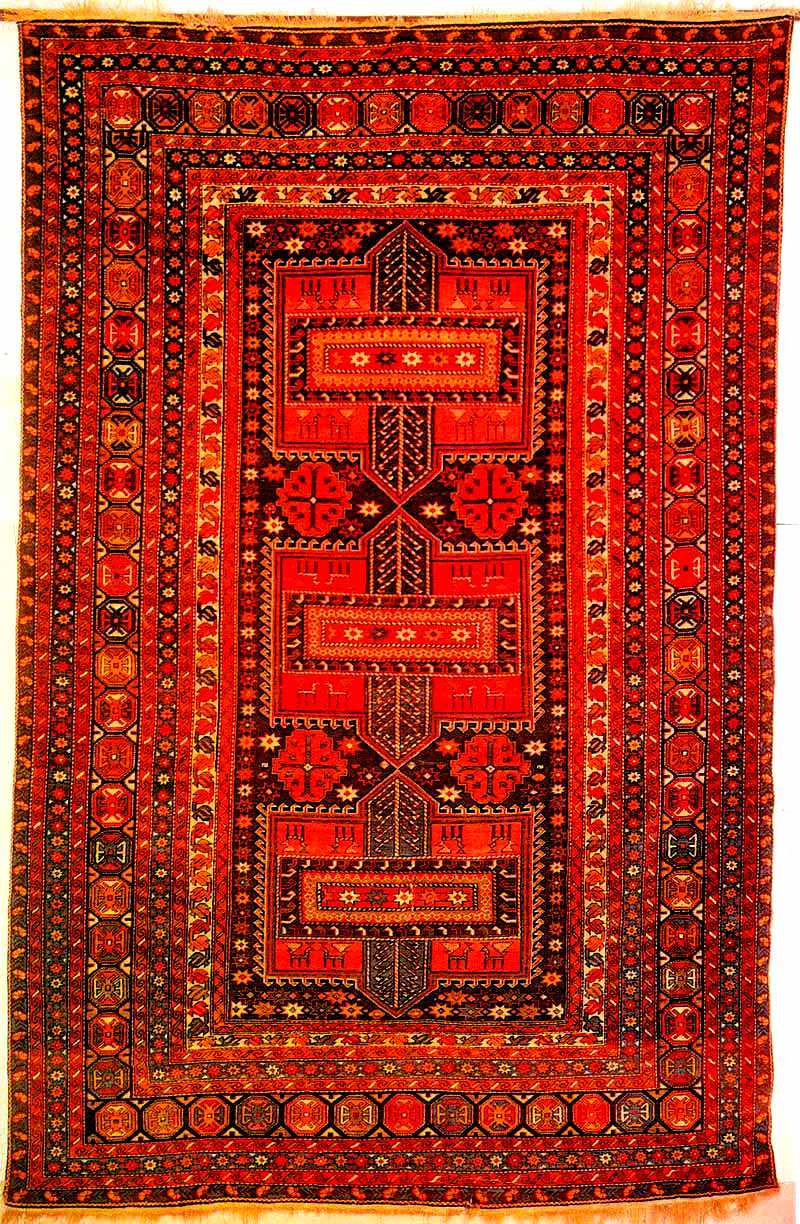

## См.также
- Кубинская школа ковроткачества
- Ширванская школа ковроткачества
- Гянджинская школа ковроткачества